# Первомайськвугілля
ДКХ «Первомайськвугілля». Включає 6 шахт, які видобувають енергетичне і коксівне вугілля. Загальний фактичний видобуток 455 426 т (2003). 
Адреса: 93200, вул. Куйбишева, 18 а, м. Первомайськ, Луганської обл.

## Підприємства
- ДВАТ «Шахта «Золоте»
- ДВАТ «Шахта «Карбоніт»
- ДВАТ «Шахта «Гірська»
- ДВАТ «Шахта «Тошківська»
- ДВАТ «Шахта «Первомайська»
- ДВАТ «Шахта ім. Менжинського»